# PKP Intercity

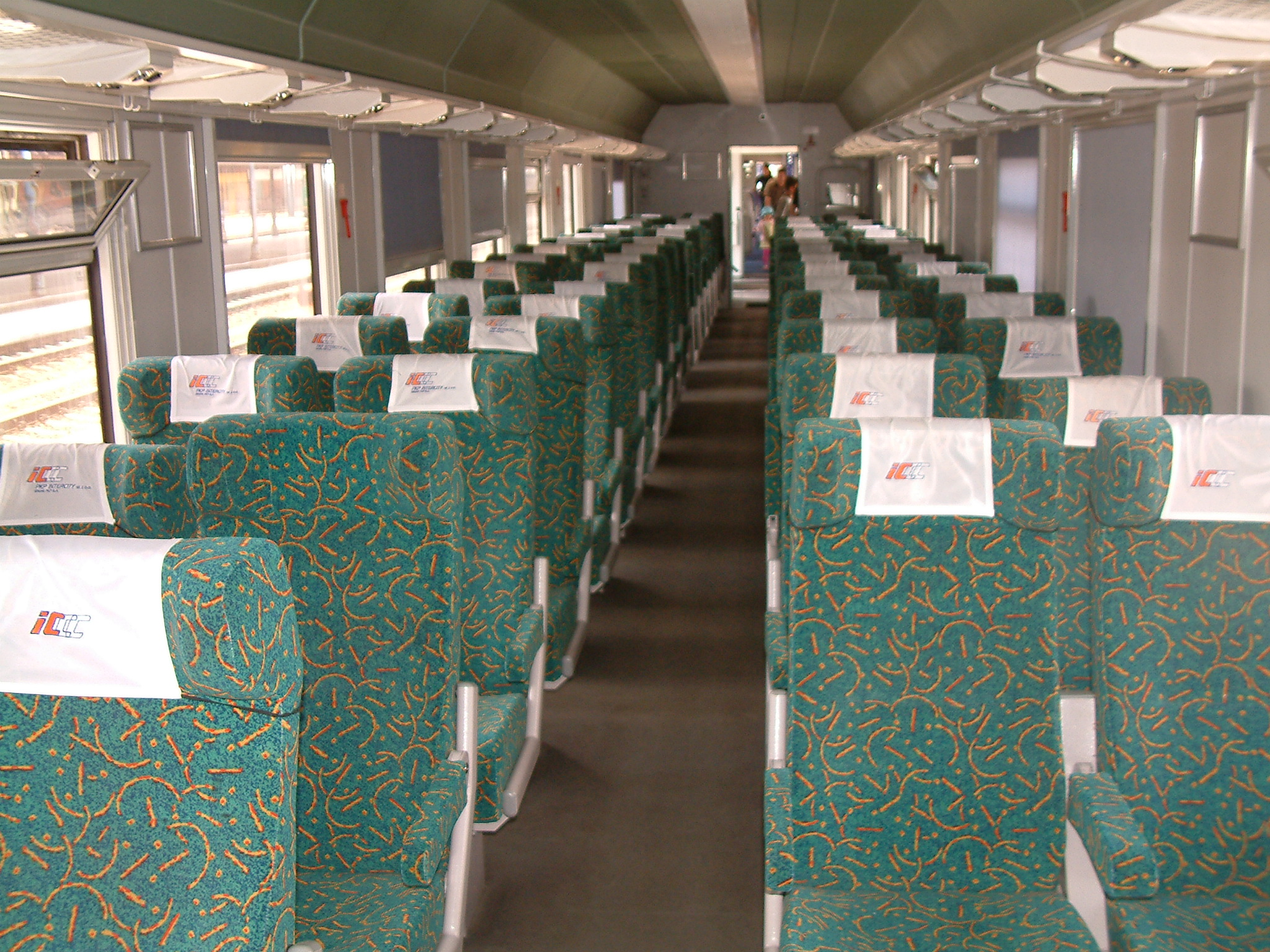
Interier vozu 2. třídy PKP Intercity

PKP Intercity S.A. (VKM: PKPIC) je polský železniční dopravce, který provozuje vnitrostátní i mezinárodní expresní osobní vlaky.

## Historie
Firma PKP Intercity sp. z o.o. (právní forma: společnost s ručením omezeným) vznikla 1. září 2001 jako samostatná společnost v rámci Grupy PKP. V souvislosti s plány vstupu společnosti na varšavskou burzu cenných papírů (Giełda Papierów Wartościowych w Warszawie - GPW) došlo k 2. lednu 2008 ke změně právní formy na akciovou společnost - nový název firmy je PKP Intercity S.A.

## Vozidla

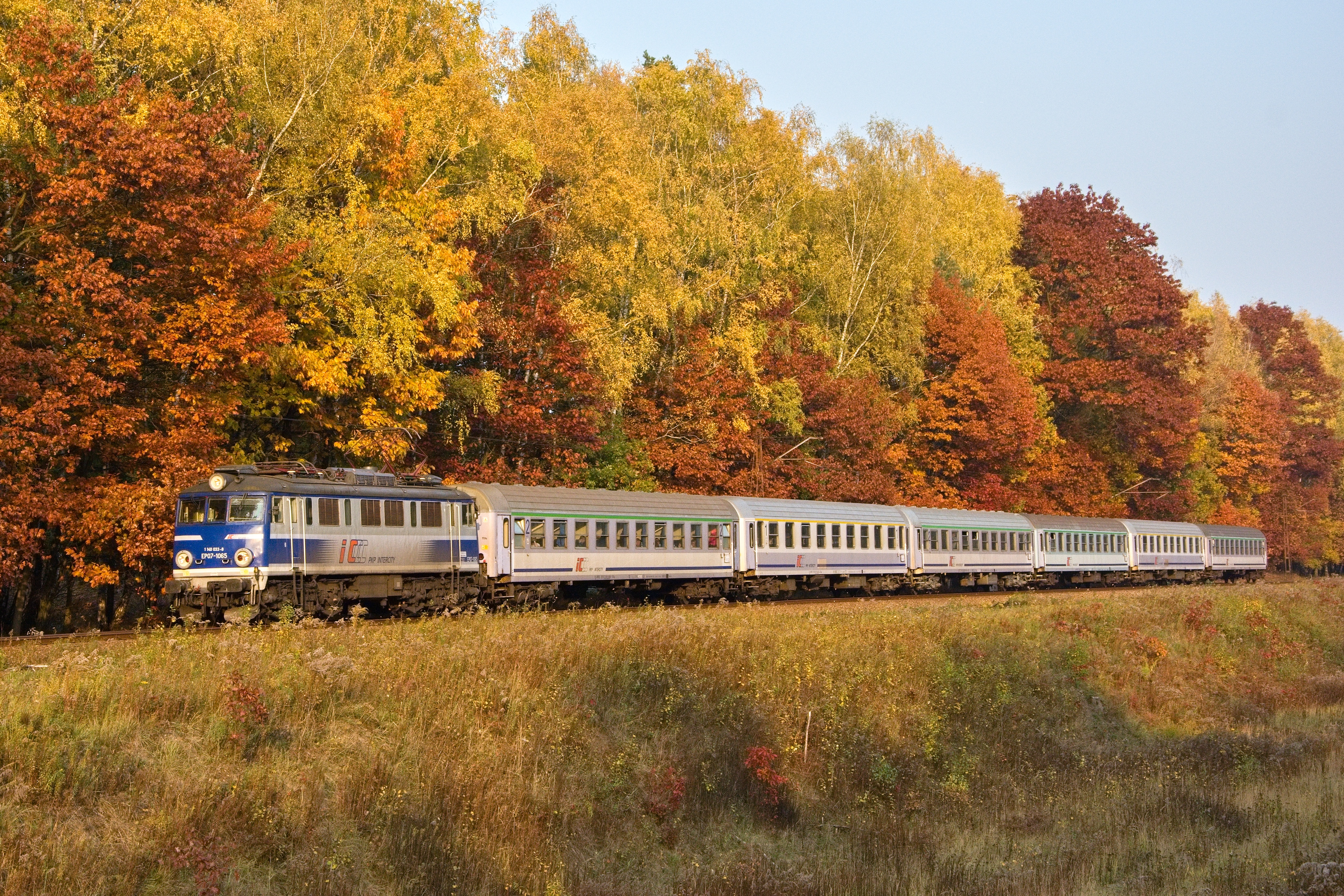
Vlak PKP Intercity vedený lokomotivou řady EU07

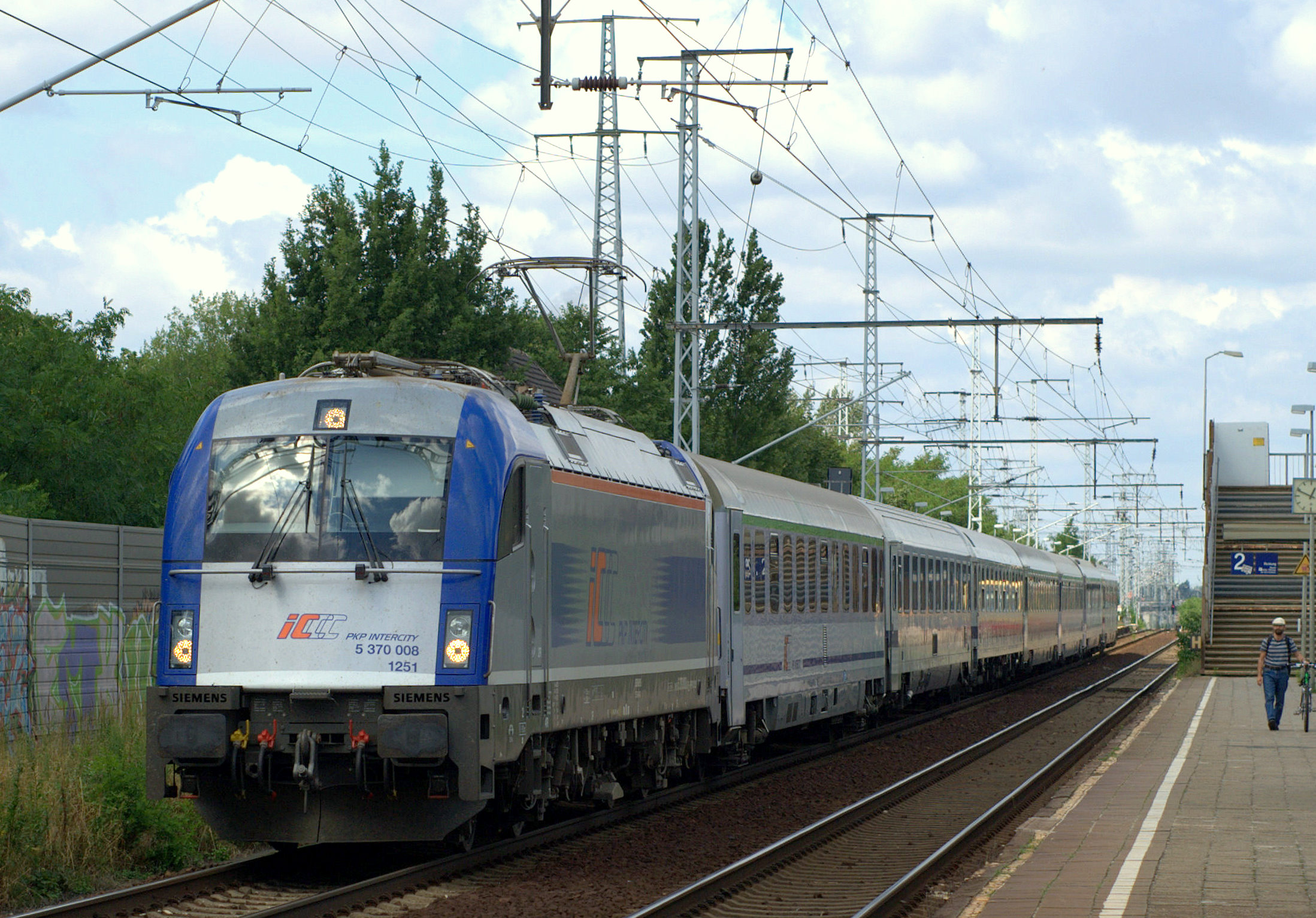
Lokomotiva EU44 PKP Intercity

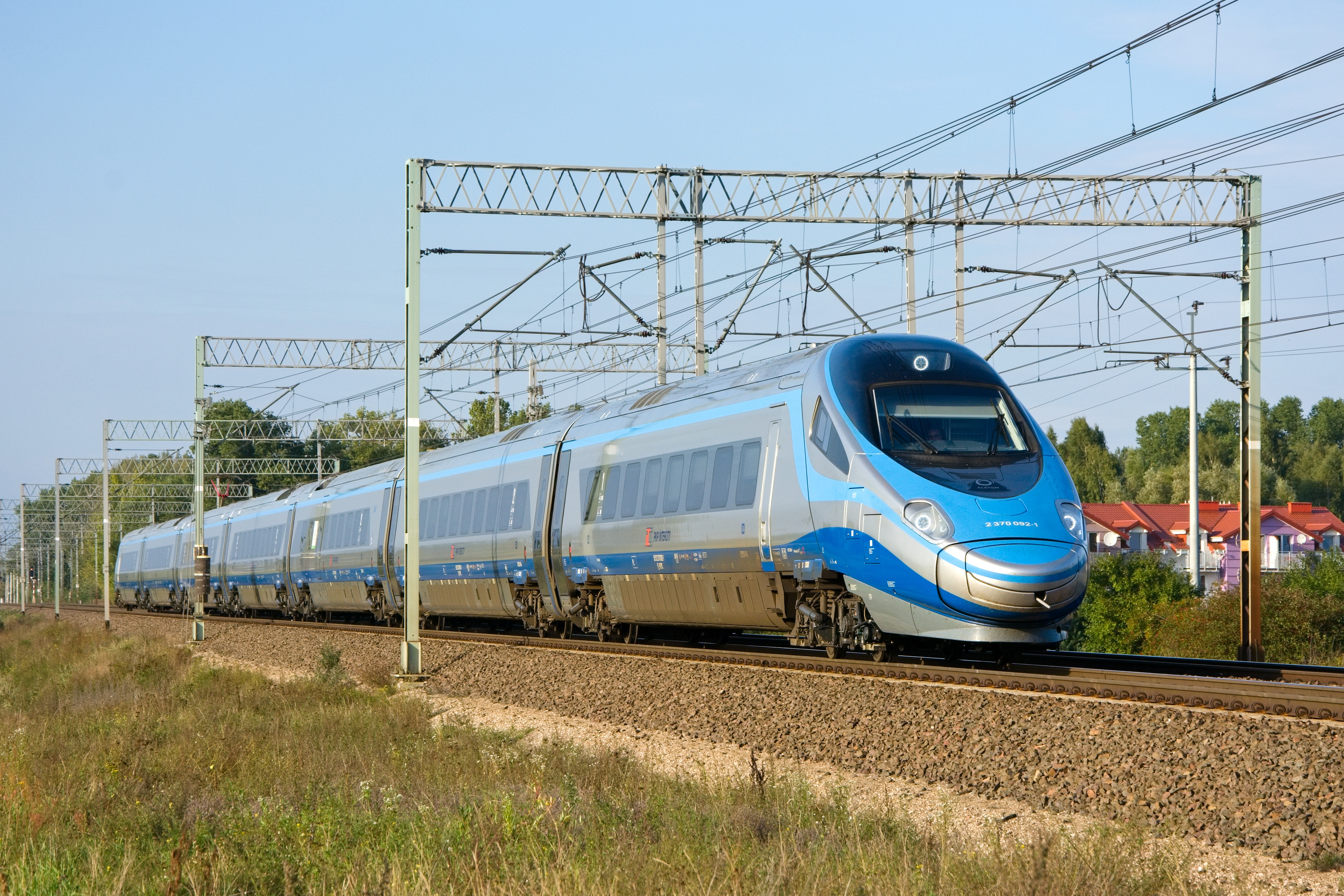
Pendolino ED250 PKP Intercity

Při svém vzniku společnost získala pouze rozsáhlý park osobních vozů, ale žádné lokomotivy. Lokomotivy včetně strojvedoucích si proto pronajímala od sesterské firmy PKP Cargo. Základní řadou lokomotiv provozovaných na vlacích této společnosti byly stroje řady EP09 (pro rychlost 160 km/h), které byly doplňovány lokomotivami schopnými provozu nižšími rychlostmi, např. EP08, EP07, EU07, případně i dalšími. Do května 2008 byly na vlacích PKP Intercity používány také lokomotivy řady EP05 (obdoba české řady 141 výrobce Škoda Plzeň, max. rychlost 160 km/h).
Situace se měla postupně změnit, neboť 11. července 2006 podepsala PKP Intercity úvěrovou smlouvu s Evropskou investiční bankou na celkovou částku 50 mln. EUR. Společně s vlastními prostředky ve výši 65 mln EUR měla být celková částka použita na nákup 10 nových lokomotiv, 5 vozů 1. třídy, 7 vozů 2. třídy a 2 restauračních vozů. Zbývající prostředky měly být použity na modernizaci 94 vozů 1. a 2. třídy.

## Kategorie vlaků
Společnost PKP Intercity zásadně inovovala systém vlakových kategorií a k roku 2014 provozovala tyto vlaky:
- Express InterCity Premium - denní vnitrostátní spoje nejvyšší kategorie, na nichž jsou nasazovány výhradně vlaky Pendolino ED250[7]
- Express InterCity - denní vlaky vyšší kategorie. Cestující v první i druhé třídě mají nárok na bezplatný nápoj.[8] Pod touto kategorií jiezdí i mezinárodní spoje EuroCity, jež směřují do Německa, Česka, Rakouska
- InterCity (IC) - denní vnitrostátní vlaky vyšší kategorie, v současnosti jsou na těchto vlacích používané moderní vozy zakoupené z dotací EU[9].
- Twoje Linie Kolejowe (TLK) - denní i noční rychlíky bez rozšířených služeb, některé zajíždějí i do zahraničí

Vedle vlaků těchto kategorií provozovalo PKP Intercity v jízdním řádu 2014/2015 také noční vlaky Krakov - Praha / Budapešť / Vídeň, Varšava - Praha / Vídeň / Budapešť, Varšava - Moskva, Varšava - Kyjev, Varšava - Oberhausen a noční autobus Intercity Varšava - Vilnius, který od 4. července 2005 nahradil nepříliš vytížené vlakové spojení. Dále je v provozu poměrně velké množství vnitrostátních nočních vlaků.

## Počet cestujících
V roce 2006 firma přepravila přes 10,6 milionu pasažérů, což bylo zatím nejvíce za dobu samostatné existence společnosti. Oproti roku 2005 se jednalo o nárůst počtu přepravených cestujících ve výši 11 %. Rekord v počtu přepravených cestujících bylo dosaženo rovněž v roce 2023, během kterého dopravce odvezl 68 milionů cestujících (oproti 59 milionům o rok dříve).

## Ekonomická situace
Na rozdíl od velmi ztrátové sesterské firmy PKP Przewozy Regionalne se společnosti PKP Intercity již v roce 2005 podařilo dosáhnout zisku ve výši 3,1 milionu PLN, který byl v roce 2006 dále zvýšen na 34,8 milionů PLN a předpokládá se jeho další navýšení na 50 mil. PLN v roce 2007.
28. dubna 2005 se firma PKP Intercity stala většinovým akcionářem ve společnosti WARS, která provozuje jídelní vozy ve vlacích PKP Intercity i jiných společností.[zdroj?]